# トージュニア・ヴァエガ
トージュニア・ヴァエガ（TooJunior Vaega、1997年5月28日 - ）は、ジャパンラグビーリーグワン三菱重工相模原ダイナボアーズに所属するラグビー選手。

## プロフィール
- ニュージーランド出身。
- ポジションはウィング(WTB)、フルバック(FB)。
- 身長 175 cm、体重 86 kg
- 兄のマットもラグビー選手[1] で現在チームメイト。

## 略歴
オークランドアカデミー卒業後、グラマーTECラグビークラブを経て、2022年、三菱重工相模原ダイナボアーズに加入。
2023年4月8日に行われたJAPAN RUGBY LEAGUE ONE第14節トヨタヴェルブリッツ戦にて途中出場で日本での公式戦初出場を果たした。